# Грб Џерзија
Грб Џерзија је званични хералдички симбол британског крунског поседа у Ламаншу, Џерзија.

## Опис грба
Грб је црвени штит на коме се налазе три златна лава у пролазу и са подигнутом шапом. Дарован је острву као печат од стране Едварда I 1279. године.
Од 1981. године грб се налази и на застави Џерзија.